# ایالت آزاد مکلنبورگ-اشترلیتس
ایالت آزاد مکلنبورگ-اشترلیتس (آلمانی: Freistaat Mecklenburg-Strelitz) یک ایالت آلمانی بود که پس از انقلاب ۱۹۱۸–۱۹۱۹ آلمان در جمهوری وایمار به وجود آمد.
پس از دست‌یابی نازی‌ها به قدرت در سال ۱۹۳۳ این ایالت به همراه ایالت آزاد مکلنبورگ-شورین ایالت جدید مکلنبورگ را تشکیل دادند.